# Джим Аль-Халілі
Джим Аль-Халілі OBE (англ. Jim Al-Khalili, ім'я при народженні Jameel Sadik Al-Khalili) — британський фізик-теоретик і популяризатор науки, уродженець Іраку. Професор теоретичної фізики і головний по роботі з участю громадськості в науці при Університеті Суррея. Був ведучим декількох наукових передач ВВС і є частим оглядачем науки в інших британських медіа.

## Раннє життя і освіта
Народжений у Багдаді 20 вересня 1962 року. Батько іракець, мати англійка. Аль-Халілі вивчав фізику в Університеті Суррея, і здобувши в 1986 ступінь бакалавра, продовжив навчання, щоб отримати звання доктора наук з теорії ядерних реакцій в 1989. У цьому ж році його нагородили постдокторальною стипендією науково-інженерної дослідницької ради SERC (Science and Engineering Research Council) Університетського коледжу Лондона.

## Кар'єра у фізиці
Аль-Халілі повернувся до Суррею в 1991 році, спочатку як молодший референт, потім лектор. В 1994 його нагородили п'ятирічною стипендією для передових дослідів інженерно та фізико-наукової дослідницької ради EPSRC (Engineering and Physical Sciences Research Council). Протягом цих років він показав себе, як ведучий експерт з математичних моделей екзотичних атомних ядер і багато публікувався на цю тему.
Зараз Аль-Халілі працює професором теоретичної фізики в Університеті Суррея, а також є головним по роботі з участю громадськості в науці.
З 2000 Аль-Халілі є членом Інституту фізики . В 2007 його нагородили премією Майкла Фарадея Лондонського королівського товариства за популяризацію науки і вибрали почесним членом Британської наукової асоціації. Він багато читає лекції як у Британії, так і за кордоном, особливо для Британської ради. В 2008 йому надали титул офіцера Ордену Британської імперії.

## Наукове телемовлення
Аль-Халілі часто з'являється на радіо та телебаченні, а також пише статті для британської преси.
В 2004 представив документальний фільм телеканалу Channel 4 «Загадка Ейнштейнового розуму» («The Riddle of Einstein's Brain»), спродюсований Icon Films.
Його великий прорив, як ведучого відбувся в 2007-му завдяки «Атому», трисерійному фільму телеканалу BBC Four про історію нашого розуміння атома і атомної фізики.
Після цього послідував спеціальний архівний випуск програми циклу «Горизонт» («BBC Horizon») під назвою «Великий Вибух» («The Big Bang»).
На початку 2009, він представив на BBC Four трисерійний фільм «Наука і Іслам» («Science and Islam») про стрибок у наукових знаннях, який відбувся в Ісламському світі між 8-м і 14-м століттями.
Аль-Халілі також зробив внесок до різноманітних програм від «Ігри розуму» («Mind Games»), «Шоу південного берегу» («The South Bank Show») телеканалу BBC Four до «Завтрашній світ» («Tomorrow's World»), «Теорія завдає удару» («Bang Goes the Theory») телеканалу BBC One.

## Особисте життя
Аль-Халілі проживає у Southsea, Гемпшир з дружиною Джулією і двома дітьми Девідом і Кейт. Він заявляв, що 
«Як син матері-протестантки і батька-мусульманина шиїта, я однак вийшов без релігійної кістки в тілі.» Оригінальний текст (англ.)
«As the son of a Protestant Christian mother and a Shia Muslim father, I have nevertheless ended up without a religious bone in my body.»

Є уболівальником футбольного клубу Лідс Юнайтед, з часів гри Дона Реві в ранніх сімдесятих.

## Опубліковані роботи
Переклади українською мовою:
Аль-Халілі, Джим, ред. Що далі?.. Все, що наука знає про наше майбутнє / Пер. з англ. Миколи Климчука. — К.: Кі Фанд Медіа, 2018. — 248 с.
Науково-пропулярні книги Аль-Халілі:
- Black Holes, Wormholes and Time Machines (1999, ISBN 0-7503-0560-6)
- Nucleus: A Trip into the Heart of Matter (2001, ISBN 0-8018-6860-2) (співавтор)
- Quantum: A Guide for the Perplexed (2003, ISBN 1-84188-238-0)
- Pathfinders: The Golden Age of Arabic Science (2010, ISBN 978-1-84614-161-4)
- The House of Wisdom: How Arabic Science Saved Ancient Knowledge and Gave Us the Renaissance (2010, ISBN 978-1-60819-058-4)
- Paradox: The Nine Greatest Enigmas in Science (2012, ISBN 978-0-593-06929-5)

Серед них є перекладені на тринадцять мов.

### Редактор
- The Euroschool Lectures on Physics with Exotic Beams, Vol. I (Lecture Notes in Physics) (2004, ISBN 3-540-22399-1)
- The Euroschool Lectures on Physics with Exotic Beams, Vol. II (Lecture Notes in Physics) (2006, ISBN 3-540-33786-5)
- The Euroschool Lectures on Physics with Exotic Beams, Vol. III (Lecture Notes in Physics) (2008, ISBN 3-540-85838-5)

### Редактор-консультант
- Invisible Worlds: Exploring the Unseen (2004, ISBN 0-297-84342-7)

### Зробив внесок
- The Collins Encyclopedia of the Universe (2001, ISBN 0-00-710585-1).
- Scattering and Inverse Scattering in Pure and Applied Science (2001, ISBN 0-12-613760-9).
- Quantum Aspects of Life (2008, ISBN 1-84816-267-7).
- 30-second Theories: The 50 Most Thought-provoking Theories in Science (2009, ISBN 1-84831-129-X).

## Телебачення
- The Hunt for Higgs, одногодинний телевізійний документальний фільм для BBC, січень 2012
- Shock and Awe: The Story of Electricity, фільм з трьох частин для BBC, жовтень 2011
- Horizon: Fukushima: Is Nuclear Power Safe?, одногодинний телевізійний документальний фільм для BBC Two, вересень 2011
- Harry Hill's TV Burp 10 серія, як Пол Маккартні співаючи 'Helter Skelter' (Avalon TV), 2011
- Everything and Nothing, два взаємопов'язані документальні фільми на тему космології (Everything про астрофізику і Великий Вибух, а Nothing про квантову фізику і вакуум) для BBC Four, 2011
- Light and Dark, фільм з двох частин (Light, Dark) для BBC,2013